# Coby Borst
Coby Borst (27 juli 1959 - 20 september 1986) was een Nederlands langebaanschaatsster.
Tussen 1981 en 1986 nam Borst meermalen deel aan de NK Allround, en enkele malen aan de NK Sprint. Ook werd Borst tweemaal Nederlands kampioen marathonschaatsen op kunstijs.
Borst overleed na een val met de fiets.

## Records

### Persoonlijke records[5]
| Afstand    | Tijd    | Datum            | Baan    |
| ---------- | ------- | ---------------- | ------- |
| 500 meter  | 43,90   | 23 december 1981 | Inzell  |
| 1000 meter | 1.27,72 | 26 december 1984 | Inzell  |
| 1500 meter | 2.11,97 | 28 december 1985 | Inzell  |
| 3000 meter | 4.46,07 | 30 december 1984 | Inzell  |
| 5000 meter | 8.17,11 | 3 februari 1985  | Alkmaar |